# 軍屯
军屯是指驻屯的军队，利用驻屯军队就地耕种土地。軍屯是「寓兵於農」的政策。鄭成功论军屯为：“夫定国之术，在于强兵足食，秦人以急农兼天下，孝武以屯田定西域，此先代之良式也”。

## 漢代
汉武帝元鼎六年（前116年），初置张掖郡、酒泉郡，而上郡、朔方、西河、河西，並以六十万人戍田。曹操整合军屯与民屯，在各地设立田官专门负责屯田。府兵制也是一種軍屯，最初府兵实行于南北朝时期的西魏、北周。

## 明代
明代军屯的规模之大實历代从未有过，为了促进军屯的发展，朝廷调拨耕牛、农具和种子，初期土地不征收税粮。洪武六年（1373年）各地军屯月粮完全自给且有盈余，朱元璋曾夸口：“吾京师养兵百万，要令不费百姓一粒米”。卫所是明代兵制的核心编制单位，明代卫所制保留了府兵制的特点，就地解决军隊粮饷问题，“天下卫所州县军民皆事垦辟。”。明代軍屯分为常操军、屯军两種。，就地区分布而言，有边屯有营屯。洪武二十二年（1389年），凉州等十一卫有屯军33500人，屯地16300余顷。洪武二十六年（1393年）以后，有军队180万人以上，到了永乐二年（1404年），“天下通计，人民不下一千万户，官军不下二百万家”。同年，又一次公布屯田法：“守城军士视其地之夷险要僻，以量人之屯守为多寡。临边而险要者则守多于屯，在内而夷僻者则屯多于守。地虽险要而运输难至者，屯亦多于守。”宣德以后，屯粮的作用越来越小，军饷要靠户部库银支给。嘉靖年间，梁材指出：“军饷不敷，一切仰给有司；有司不敷，近又仰给内帑；内帑不敷，将来何所仰给乎！”嘉靖時，屯军破产流亡，嘉靖九年（1530年）由於土地荒废严重，方日乾建议南京镇南等卫“荒芜屯田，不拘军民僧道之家，听其量力开耕，待成熟之后照旧纳粮，令永远管业，不许补役复业者争告”。
军屯有其負面影響。军屯屯地的来源有多种：官田、没官田、废寺田、牧马场、废田、荒田、空地、绝户田等。明朝初年，官田的数量庞大。军官豪强侵占良田，侵害百姓利益，所謂“邑人惧其暴，屯田惧其扰”。弘治六年（1498年），兵部尚书马文升说，“卫所官旗势豪侵占盗卖十去五六”。